# Diaphorina petteyi
Diaphorina petteyi är en insektsart som beskrevs av Capener 1970. Diaphorina petteyi ingår i släktet Diaphorina och familjen rundbladloppor. Inga underarter finns listade i Catalogue of Life.